# Stanisław Mielech
Stanisław Feliks Mielech (Nisko, 29 april 1894 – Warschau, 17 november 1962) was een Pools voetballer die speelde voor onder meer Wisła Kraków, Cracovia Kraków en Legia Warschau. Na zijn carrière als speler was hij ook nog actief als trainer van Legia Warschau.
Mielech speelde 2 wedstrijden voor het Pools voetbalelftal. Hij maakte zijn debuut voor dit elftal tijdens de eerste officiële wedstrijd voor het land. Deze vond plaats op 18 december 1921 tegen Hongarije.